# Mihara
Mihara (jap. 三原市 Mihara-shi) – miasto w Japonii w prefekturze Hiroszima. Leży na wyspie Honsiu w regionie Chūgoku.

## Położenie
Miasto leży w południowej części prefektury nad Morzem Wewnętrznym i graniczy z miastami:
- Onomichi
- Higashihiroshima
- Takehara

## Historia
Miasto powstało 15 listopada 1936. 22 marca 2005 do miasteczka przyłączyły się Daiwa, Kui i Hongō, tworząc nowe miasto Mihara.